# Apteczka samochodowa
Apteczka samochodowa – apteczka skompletowana pod potrzeby kierowców, zawierająca produkty umożliwiające udzielenie pierwszej pomocy w sytuacjach zagrożenia życia.
Wyposażenie apteczki według niemieckiej normy DIN 13164 obowiązuje w wielu krajach europejskich.

## Wyposażenie apteczki samochodowej według normy DIN 13164

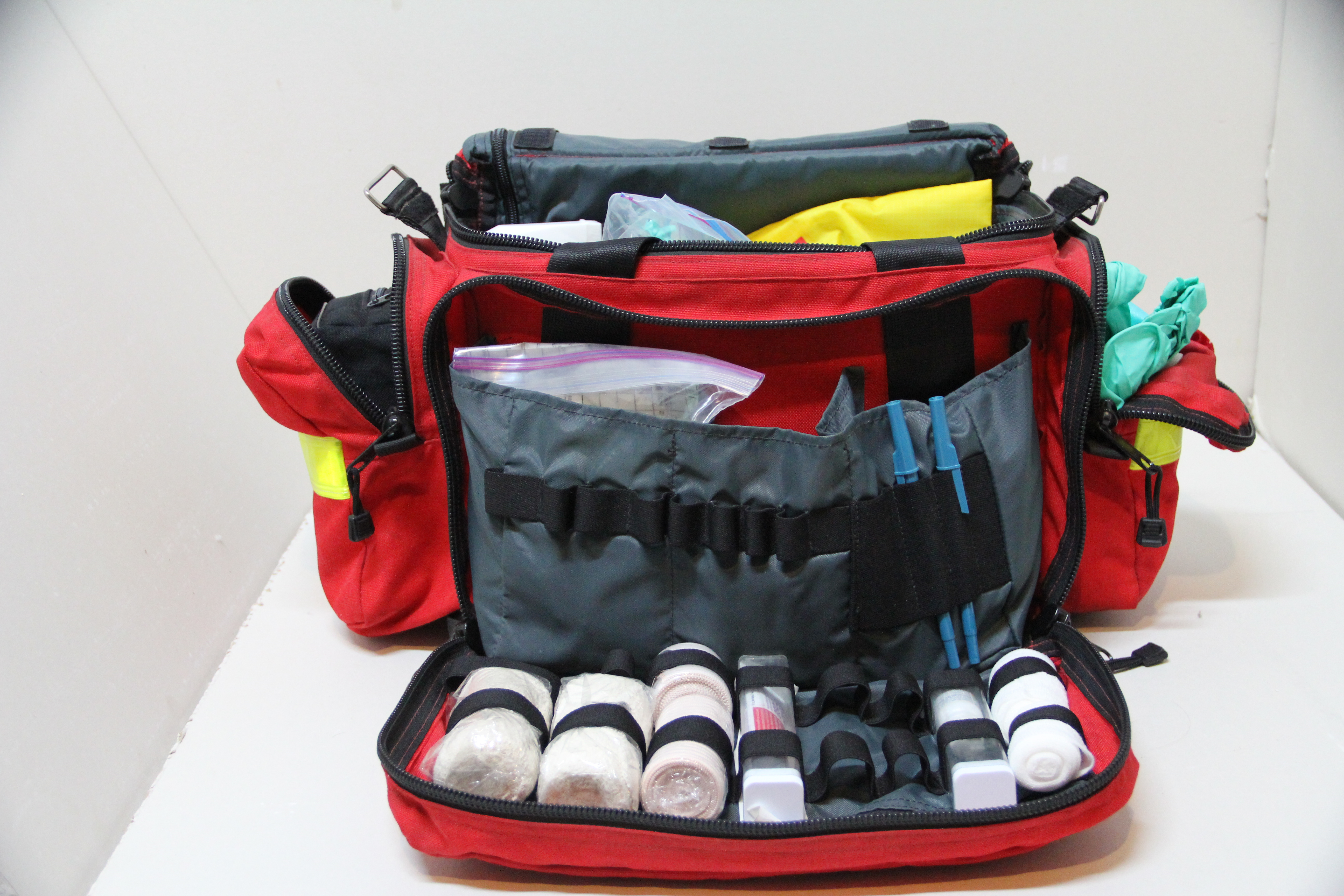
przykładowa apteczka samochodowa

Zestawienie zostało opracowane na podstawie źródła:
- 1x Przylepiec DIN 13019 - A (5m x 2,5 cm)
- 4x Plaster DIN 13019 - E (10 x 6 cm)
- 2x Opatrunek na opuszki palców
- 2x Opatrunek na palec (12 x 2 cm)
- 2x Plaster z opatrunkiem (1,9 x 7,2 cm)
- 4x Plaster z opatrunkiem (2,5 x 7,2 cm)
- 1x Opatrunek indywidualny DIN 13151 - K (6 x 8 cm)
- 2x Opatrunek indywidualny DIN 13151 - M (8 x 10 cm)
- 1x Opatrunek indywidualny DIN 13151 - G (10 x 12 cm)
- 1x Chusta opatrunkowa DIN 13152 - BR (40 x 60cm)
- 1x Chusta opatrunkowa DIN 13152 - A (60 x 80cm)
- 6x Kompres (10 x 10cm)
- 1x Koc ratunkowy 160 x 210 cm
- 2x Opaska elastyczna DIN 61634 - FB 6 (4m x 6cm)
- 2x Opaska elastyczna DIN 61634 - FB 8 (4m x 8cm)
- 2x Chusta trójkątna DIN 13168 - D
- 1x Nożyczki DIN 58279 - A (14,5 cm)
- 4x Rękawice jednorazowe EN 455
- 2x Chusteczka wilgotna do czyszczenia skóry
- 1x Instrukcja udzielania pierwszej pomocy
- 1x Spis zawartości

## Obowiązek posiadania apteczki samochodowej - lista krajów
Zestawienie zostało opracowane na podstawie źródła:
- Albania
- Austria
- Białoruś
- Bośnia i Hercegowina
- Bułgaria
- Chorwacja
- Czarnogóra
- Czechy
- Estonia
- Grecja
- Litwa
- Łotwa
- Macedonia
- Mołdawia
- Niemcy
- Rosja
- Rumunia
- Serbia
- Słowacja
- Słowenia
- Turcja
- Ukraina
- Węgry

W Wielkiej Brytanii nie obowiązuje nakaz posiadania apteczki samochodowej.  
W Statach Zjednoczonych nie ma ogólnego wymogu posiadania apteczki pierwszej pomocy w każdym pojeździe, przepisy mogą różnić się w zależności od stanu. 
W Kanadzie, choć nie ma konkretnego prawa wymagającego posiadania apteczki pierwszej pomocy w samochodzie, zaleca się jej posiadanie jako część zestawu awaryjnego w samochodzie. Rząd kanadyjski podkreśla znaczenie przygotowania zestawu awaryjnego do samochodu, który powinien zawierać m.in. apteczkę pierwszej pomocy. 
W Australii, w przypadku pojazdów wykorzystywanych do celów zawodowych, istnieją zalecenia dotyczące zarządzania ryzykiem i bezpieczeństwem, które mogą obejmować posiadanie odpowiednio wyposażonej apteczki pierwszej pomocy. Podkreśla się, że pracodawcy powinni ocenić ryzyko związane z używaniem pojazdów i zapewnić odpowiednie wyposażenie, w tym apteczki pierwszej pomocy.